# ۹۲۲ (خورشیدی)
۹۲۲ نهصد و بیست و دومین سال هجری خورشیدی است.